# Solo de concours (Messager)
Pour les articles homonymes, voir solo de concours.
Le Solo de concours  est une pièce pour clarinette et piano composée en 1899 par André Messager pour le concours de la classe de clarinette du Conservatoire national supérieur de musique de Paris. Le professeur de la classe était Cyrille Rose (d'abord professeur adjoint depuis 1876, puis professeur titulaire remplaçant Adolphe Leroy du 1er octobre 1880 à 1900). Louis Cahuzac remporta le premier prix à l'unanimité à l'âge de 19 ans en jouant ce solo. Cette œuvre appartient au répertoire de la clarinette que de nombreux clarinettistes travaillent pendant leur formation et est souvent jouée en récital.
La partition a été éditée par la maison Evette & Schaeffer à Paris. Il existe également des arrangements pour clarinette et orchestre à cordes, orchestre d'harmonie et ensemble de clarinettes.

## Historique
À partir des années 1870, il est d'usage au conservatoire de musique de Paris de confier à des compositeurs reconnus l'écriture des épreuves  d'examen de fin d'année ou d'utiliser des œuvres existantes (concertino pour clarinette de Weber en 1877...). Auparavant ces épreuves étaient uniquement composées par les professeurs des classes instrumentales (clarinette : X. Lefevre, Berr, Klosé).
L'esprit joyeux du Solo de Concours, écrit seulement trois ans après le succès du Chevalier d'Harmental créé à l'Opéra-Comique le 5 mai 1896, montre que le compositeur a de nouveau trouvé la joie de vivre. En 1897, André Messager est nommé directeur musical de l'Opéra-Comique, ce qui laisse à penser que le compositeur était animé d'un sentiment de légèreté lorsqu'il a écrit le Solo de concours en 1899.

## Structure
La pièce est constituée de cinq parties :
1. La première partie Allegro non troppo (mesure ) est composée  dans un style enjoué en si bémol majeur et comprend des motifs à base de triolets de croches joués par la clarinette au-dessus de l'accompagnement au piano. En fin de partie, on retrouve des traits chromatiques, une des figures imposées d'une pièce d'examen au conservatoire ;
2. La deuxième partie Andante (mesure ) possède une  mélodie puissante à la française qui établit un échange entre la clarinette et le piano. L'ambiance de la pièce est modifiée par le changement de tonalité en ré bémol majeur. La clarinette effectue également un accompagnement de la mélodie jouée au piano en enchaînant des arpèges, autre figure imposée.
3. Une cadence suivie de trilles termine cette deuxième partie et apporte une nouvelle texture à la pièce ;
4. La quatrième partie (retour au tempo primo : Allegro non troppo, mesure ) réexpose brièvement le thème joyeux de la première partie, « mais le rythme harmonique est plus rapide et les choix d'accords plus complexes. Cette différence harmonique indique que la pièce ne récapitule pas, mais qu'elle contient certains signes d'une récapitulation de forme sonate. Les blocs d'accords des mesures 117 à 119, ainsi que la fermata, sont clairement une articulation structurelle[4] » ;
5. La cinquième partie (Allegro vivo, mesure 
) constitue le final de la pièce dans lequel la clarinette dispose de phrases riches et mélodiques exposant la virtuosité du clarinettiste. « La dernière section ressemble également à une coda en raison du tempo, du niveau de virtuosité et du nouveau matériel mélodique[4]. »

## Enregistrements
Cette pièce dispose d'un grand nombre d'enregistrements. On citera entre autres ceux de l'école française : 
- Sylvie Hue, La Clarinette de la Belle époque avec Roger Boutry, piano (label REM, 1993)
- Guy Dangain avec Bernard Lerouge, piano (label Forlane, 1999)
- Guy Deplus, réédition Widor (FP Music), 2003